# پاتریک گابریل گالچف
پاتریک گابریل گالچف (بلغاری: Патрик-Габриел Димитров Галчев؛ زادهٔ ۱۴ آوریل ۲۰۰۱) بازیکن فوتبال است.
وی همچنین در تیم‌های ملی فوتبال  زیر ۲۱ سال بلغارستان، و بلغارستان بازی کرده است.